# Commelina martyrum
Commelina martyrum là một loài thực vật có hoa trong họ Commelinaceae. Loài này được H.Lév. mô tả khoa học đầu tiên năm 1908.